# Épisodes de Forever
Cet article présente les vingt-deux épisodes de la série télévisée américaine Forever.

## Synopsis
Henry Morgan, médecin légiste avec un sens de l'observation hors du commun, est unique : il a plus de 200 ans et il est immortel. À chaque fois qu'il meurt, il se réveille nu dans l'eau (l'East River lorsqu'il est à New York). Le seul à connaître son secret est son colocataire, Abe, son fils.
Henry va collaborer avec le NYPD, et notamment avec l'inspecteur Jo Martinez, pour résoudre des enquêtes criminelles. Parallèlement, un mystérieux personnage, Adam, ne cesse de le harceler et de prétendre que, comme lui, il est immortel...

## Distribution

### Acteurs principaux
- Ioan Gruffudd (VF : Arnaud Bedouët) : Dr Henry Morgan
- Alana de la Garza (VF : Hélène Bizot) : lieutenant Jo Martinez
- Joel David Moore (VF : Jean-Christophe Dollé) : Lucas Wahl
- Donnie Keshawarz (en) (VF : Fabien Jacquelin) : lieutenant Hanson
- Lorraine Toussaint (VF : Virginie Emane) : lieutenant Joanna Reece
- Judd Hirsch (VF : Patrick Floersheim) : Abraham « Abe » Morgan

### Acteurs récurrents
- MacKenzie Mauzy : Abigail Morgan
- Dominic Wergeland : jeune Biy
- Burn Gorman (VF : Patrick Osmond) : Adam

### Invités
- Lee Tergesen (VF : Vincent Ropion) : Hans Koehler (épisode 1)
- Mather Zickel (en) : Dr Frederick Gardner (épisode 3)
- Victoria Haynes (VF : Élisa Bourreau) : Nora Morgan (épisodes 8 et 11)
- Hilarie Burton : Iona Payne / Molly Dawes (épisodes 8 et 16)
- Jane Seymour : Maureen Delacroix (épisode 8)
- Meryl Jones Williams (VF : Anne Tilloy) : Cassandra Mueller (épisode 9)
- Laura Fraser (VF : Anne Rondeleux) : Patricia Abbott (épisode 10)
- Katie Paxton (VF : Anne-Charlotte Piau) : Emily Sontag (épisode 10)
- William Baldwin : Oliver Clarion (épisode 12)
- Clarke Peters : Jerry Charters (épisode 12)
- Emily Kinney : Jennifer Schroeder (épisode 16)
- Cuba Gooding Jr. : Isaac Monroe (épisodes 18 à 20)
- David Krumholtz : Abe jeune en 1984 (épisode 19)
- John Noble : Aubrey Griffin (épisode 22)

## Production
Le 7 novembre 2014, ABC commande une saison complète de vingt-deux épisodes.
La série a été annulée le 9 mai 2015.

### Diffusions
- Au Canada, la saison est diffusée 25 heures en avance sur le réseau CTV.

## Liste des épisodes

### Épisode 1:Pour toujours et à jamais
- États-Unis /  Canada : 22 septembre 2014 sur ABC[3] / CTV[4]
- Belgique : 25 avril 2015 sur La Deux[5]
- France : 28 avril 2015 sur TF1[6]
- Québec : 10 septembre 2015 sur V

- États-Unis : 8,59 millions de téléspectateurs[7] (première diffusion)
- Canada : 2,31 millions de téléspectateurs[8] (première diffusion + différé 7 jours)
- France : 7,08 millions de téléspectateurs[9] (première diffusion)

- Barbara Eve Harris (lieutenant Roark)
- Mackenzie Mauzy (Abigail)
- Lee Tergesen (Hans Koehler)

Le docteur Henry Morgan meurt dans le déraillement d'un métro. Mais ce médecin légiste a un secret, il est immortel. Il peut mourir mais revient toujours à la vie, nu, dans l'océan. Il autopsie le conducteur du métro et découvre qu'il a été empoisonné. Un homme inquiète Henry en lui disant qu'il connait son secret. Divers indices amènent Henry à penser que cet homme a empoisonné le conducteur pour tester son immortalité.
- Cet épisode est diffusé exceptionnellement un lundi soir après Dancing with the Stars.

### Épisode 2:Première Leçon
- États-Unis /  Canada : 23 septembre 2014 sur ABC / CTV
- Belgique : 25 avril 2015 sur La Deux
- France : 28 avril 2015 sur TF1
- Québec : 17 septembre 2015 sur V

- États-Unis : 6,62 millions de téléspectateurs[10] (première diffusion)
- Canada : 1,57 million de téléspectateurs[8] (première diffusion + différé 7 jours)
- France : 6,73 millions de téléspectateurs[9](première diffusion)

- Mackenzie Mauzy (Abigail)
- James McCaffrey (Browning)
- Dave Quay (Paul)

### Épisode 3:Cure de jeunesse
- Canada : 29 septembre 2014 sur CTV
- États-Unis : 30 septembre 2014 sur ABC
- Belgique : 25 avril 2015 sur La Deux
- France : 28 avril 2015 sur TF1
- Québec : 24 septembre 2015 sur V

- États-Unis : 5,69 millions de téléspectateurs[11] (première diffusion)
- Canada : 1,62 million de téléspectateurs[12] (première diffusion + différé 7 jours)
- France : 5,62 millions de téléspectateurs[9](première diffusion)

- Eric Morris (Dr James Carter)
- Steve Cirbus (Anton Vann)
- Christina Bennett Lind (Sasha Savchenko)
- DonnaMarie Recco (Laura Graff)
- Mather Zickel (Dr Frederick Gardner)

### Épisode 4:À l'article de sa vie
- Canada : 6 octobre 2014 sur CTV
- États-Unis : 7 octobre 2014 sur ABC
- Belgique : 2 mai 2015 sur La Deux
- France : 5 mai 2015 sur TF1
- Québec : 1er octobre 2015 sur V

- États-Unis : 5,17 millions de téléspectateurs[10] (première diffusion)
- Canada : 1,77 million de téléspectateurs[13] (première diffusion + différé 7 jours)
- France : 6,83 millions de téléspectateurs[14] (première diffusion)

- Kathleen Chalfant (Gloria Carlyle)
- Mackenzie Mauzy (Abigail)
- Michael Oberholtzer (Lance Sharp)
- Sonya Harum (Sofia Carlyle)
- Jack Gilpin (Conrad Carlyle)
- Rufus Collins (le directeur du musée)

Le corps d'une riche nonagénaire, Gloria Carlyle, est trouvé au musée mais Henry refuse de s'y rendre car l'endroit lui rappelle sa demande en mariage d'Abigail à la suite de leur rencontre avec Gloria. 

### Épisode 5:Projet béton
- Canada : 13 octobre 2014 sur CTV
- États-Unis : 14 octobre 2014 sur ABC
- Belgique : 2 mai 2015 sur La Deux
- France : 5 mai 2015 sur TF1
- Québec : 8 octobre 2015 sur V

- États-Unis : 4,81 millions de téléspectateurs[15] (première diffusion)
- Canada : 1,73 million de téléspectateurs[16] (première diffusion + différé 7 jours)
- France : 6,18 millions de téléspectateurs[14](première diffusion)

- Juan Pablo Veza (Raul)
- Caleb McLaughlin (Alejandro)

Raoul Lopez est retrouvé mort avec une aiguille dans le bras et partiellement dévoré par les rats dans un appartement délabré en vente dans le Queens. La piste de l'overdose est vite écartée. 

### Épisode 6:Le Copycat
- Canada : 20 octobre 2014 sur CTV
- États-Unis : 21 octobre 2014 sur ABC
- Belgique : 2 mai 2015 sur La Deux
- France : 5 mai 2015 sur TF1
- Québec : 15 octobre 2015 sur V

- États-Unis : 4,95 millions de téléspectateurs[17] (première diffusion)
- Canada : 1,67 million de téléspectateurs[18] (première diffusion + différé 7 jours)
- France : 4,63 millions de téléspectateurs[14](première diffusion)

- Paul Fitzgerald (Mark)
- Rosalind Chao (Frenchman)
- Andy Murray (Abberline)

La police reçoit un paquet en sang contenant un cœur au commissariat. Un tueur en série s'inspire de ces prédécesseurs - dont le plus tristement célèbre - pour perpétrer ses meurtres, selon Henry. 

### Épisode 7:Gravé à jamais
- Canada : 27 octobre 2014 sur CTV
- États-Unis : 28 octobre 2014 sur ABC
- Belgique : 9 mai 2015 sur La Deux
- France : 12 mai 2015 sur TF1
- Québec : 22 octobre 2015 sur V

- États-Unis : 4,95 millions de téléspectateurs[19] (première diffusion)
- Canada : 1,57 million de téléspectateurs[20] (première diffusion + différé 7 jours)
- France : 5,89 millions de téléspectateurs[21] (première diffusion)

- Mackenzie Mauzy (Abigail Morgan)
- Raul Casso (Carter Pilson)
- Kett Turton (Paul Gould)
- Meryl Jones Williams (Cassandra Mueller)

### Épisode 8:Par soumission
- Canada : 10 novembre 2014 sur CTV
- États-Unis : 11 novembre 2014 sur ABC
- Belgique : 9 mai 2015 sur La Deux
- France : 12 mai 2015 sur TF1
- Québec : 29 octobre 2015 sur V

- États-Unis : 4,23 millions de téléspectateurs[22] (première diffusion)
- Canada : 1,82 million de téléspectateurs[23] (première diffusion + différé 7 jours)
- France : 5,38 millions de téléspectateurs[21] (première diffusion)

- Jane Seymour (Maureen Delacroix)
- Hilarie Burton (Iona Payne)

### Épisode 9:La Musique au cœur
- Canada : 17 novembre 2014 sur CTV
- États-Unis : 18 novembre 2014 sur ABC
- Belgique : 9 mai 2015 sur La Deux
- France : 12 mai 2015 sur TF1
- Québec : 5 novembre 2015 sur V

- États-Unis : 4,43 millions de téléspectateurs[24] (première diffusion)
- Canada : 1,47 million de téléspectateurs[25] (première diffusion + différé 7 jours)
- France : 4,52 millions de téléspectateurs[21] (première diffusion)

- Frankie Faison (Pepper Evans)
- James McDaniel (Al Rainey)
- Johnny Ramey (Red Holland)

### Épisode 10:L'Homme au smoking
- Canada : 1er décembre 2014 sur CTV
- États-Unis : 2 décembre 2014 sur ABC
- Belgique : 16 mai 2015 sur La Deux
- France : 19 mai 2015 sur TF1
- Québec : 12 novembre 2015 sur V

- États-Unis : 5,17 millions de téléspectateurs[26] (première diffusion)
- Canada : 1,74 million de téléspectateurs[27] (première diffusion + différé 7 jours)
- France : 6,25 millions de téléspectateurs[28] (première diffusion)

- Mackenzie Mauzy (Abigail Morgan)
- Katie Paxton (Emily Sontag)
- Gary Basaraba (Norman Sontag)
- Laura Fraser (Patricia Bedard)
- Blair Brown (Fawn Mahoney Ames)

### Épisode 11:Bains de nuit
- Canada : 8 décembre 2014 sur CTV
- États-Unis : 9 décembre 2014 sur ABC
- Belgique : 16 mai 2015 sur La Deux
- France : 19 mai 2015 sur TF1
- Québec : 19 novembre 2015 sur V

- États-Unis : 5,2 millions de téléspectateurs[29] (première diffusion)
- Canada : 1,54 million de téléspectateurs[30] (première diffusion + différé 7 jours)
- France : 5,76 millions de téléspectateurs[28] (première diffusion)

- Victoria Hayes (Nora Morgan)
- Edoardo Ballerini (Clark Walker)
- Geoffrey Cantor (Alienist)

Adam, qui vient de kidnapper Henry à bord d'un taxi. Il se suicide avant de plonger dans l'East River pour prouver qu'il est lui aussi, immortel. Henry doit voir un psy, le docteur Ferber, un compatriote anglais, car il a été arrêté deux soirs de suite pour exhibitionnisme sur la voie publique. 
Adam tente de piéger Henry pour le faire accuser de meurtres. Pris de panique, il tente de fuir New-York avec son fils mais se fait surprendre par Jo. Avec l'aval de Abe et Jo, Henry accepte de révéler qu'il est harcelé par un lunatique qui se prend pour un immortel.

### Épisode 12:Des loups et des hommes
- Canada : 5 janvier 2015 sur CTV
- États-Unis : 6 janvier 2015 sur ABC
- Belgique : 16 mai 2015 sur La Deux
- France : 19 mai 2015 sur TF1
- Québec : 26 novembre 2015 sur V

- États-Unis : 4,93 millions de téléspectateurs[31] (première diffusion)
- Canada : 1,44 million de téléspectateurs[32] (première diffusion + différé 7 jours)
- France : 4,59 millions de téléspectateurs[28] (première diffusion)

- William Baldwin (Oliver Clarion)
- Clarke Peters (Jerry Charters)
- Daniel Abeles (Val Kaplan)
- Sepideh Moafi (Melanie Fontana)

Un jeune trader à Wall Street est retrouvé mort près de l'East River. Jo et Lucas se rendent sur place. Ils discutent d'Henry, qui a pris un congé illimité après avoir tué un homme. 

### Épisode 13:Blessure ouverte
- Canada : 12 janvier 2015 sur CTV
- États-Unis : 13 janvier 2015 sur ABC
- Belgique : 23 mai 2015 sur La Deux
- France : 26 mai 2015 sur TF1
- Québec : 3 décembre 2015 sur V

- États-Unis : 4,75 millions de téléspectateurs[33] (première diffusion)
- Canada : 1,83 million de téléspectateurs[34] (première diffusion + différé 7 jours)
- France : 6,10 millions de téléspectateurs[35] (première diffusion)

- Roger Rees (priest)
- Shane McRae (Detective Hugh Dunn)
- Andy Karl (Sean Moore)

Un jeune homme a été percuté par un véhicule et laissé sans vie sur la chaussée, près de chez Jo. Hanson pense à un banal accident de la circulation avec délit de fuite. Henry dément : les blessures de la victime prouvent qu'il a été renversé une première fois, puis que le véhicule a roulé sur le corps en marche arrière pour achever le travail. Il s'agit dès lors d'un homicide.

### Épisode 14:À la lumière du passé
- Canada : 2 février 2015 sur CTV
- États-Unis : 3 février 2015 sur ABC
- Belgique : 23 mai 2015 sur La Deux
- France : 26 mai 2015 sur TF1
- Québec : 21 janvier 2016 sur V

- États-Unis : 4,39 millions de téléspectateurs[36] (première diffusion)
- Canada : 1,73 million de téléspectateurs[37] (première diffusion + différé 7 jours)
- France : 5,39 millions de téléspectateurs[35] (première diffusion)

- Patrick Woodall (Erik)
- Harris Yulin (Eli)
- Daniel Gerroll (Robert)

Jo et Henry enquêtent sur le meurtre de Karl Haas, un mystérieux marchand d'art. Karl était, en fait, propriétaire d'une collection d'œuvres d'art volées pendant la Seconde Guerre mondiale par son père, un officier de la Waffen-SS. 

### Épisode 15:Le Royaume
- Canada : 9 février 2015 sur CTV
- États-Unis : 10 février 2015 sur ABC
- Belgique : 23 mai 2015 sur La Deux
- France : 26 mai 2015 sur TF1

- États-Unis : 4,62 millions de téléspectateurs[38] (première diffusion)
- Canada : 1,6 million de téléspectateurs[39] (première diffusion + différé 7 jours)
- France : 4,37 millions de téléspectateurs[35] (première diffusion)

- Mackenzie Mauzy (Abigail Morgan)
- Jacqueline Antaramian (Zarina)
- Elizabeth Alderfer (Lydia)
- Michael Aronov (Dasha)
- Olek Krupa (the King)

Armen Aronov, un vieil homme, meurt subitement sur un banc de Brooklyn après avoir obtenu son visa pour son pays d'origine, l'Urkesh (une contrée fictive). Henry soupçonne un homicide. Il s'avère que le vieil homme est l'ancien roi d'Urkesh, qu'Henry avait opéré en urgence dans l'Orient-Express alors que le souverain n'était encore qu'un enfant. 

### Épisode 16:Photo souvenir
- Canada : 23 février 2015 sur CTV
- États-Unis : 24 février 2015 sur ABC
- Belgique : 30 mai 2015 sur La Deux
- France : 2 juin 2015 sur TF1

- États-Unis : 4,66 millions de téléspectateurs[40] (première diffusion)
- Canada : 1,58 million de téléspectateurs[41] (première diffusion + différé 7 jours)
- France : 6,20 millions de téléspectateurs[42] (première diffusion)

- Mackenzie Mauzy (Abigail Morgan (1955))
- Hilarie Burton (Molly Dawes (Iona Payne))
- Emily Kinney (Jennifer Schroeder)
- Cotter Smith (Neville)
- Janet Zarish (Abigail Morgan (1979))

Sarah Clancy, une étudiante, est retrouvée morte dans une décharge. Elle est habillée avec des vêtements datant des années 1970 et un pic à fondue se trouve près de son corps. À cette occasion, Henry retrouve Molly, la thérapeute dominatrice qui était la professeure de la victime. Henry insiste auprès de Jo pour que Molly les aide dans l'enquête, mais celle-ci refuse et lui conseille plutôt de l'inviter à dîner. 

### Épisode 17:Un monde à part
- Canada : 2 mars 2015 sur CTV
- États-Unis : 3 mars 2015 sur ABC
- Belgique : 30 mai 2015 sur La Deux
- France : 2 juin 2015 sur TF1

- États-Unis : 4,4 millions de téléspectateurs[43] (première diffusion)
- Canada : 1,75 million de téléspectateurs[44] (première diffusion + différé 7 jours)
- France : 5,61 millions de téléspectateurs[42] (première diffusion)

- Jane Alexander (Nora)
- Megan Ketch (Irene)
- Kobi Libii (Keith)
- Erin Darke (Liz)
- Tim Ransom (Lawrence Creff)

Eric Shaw, un hacker, est retrouvé mort, asphyxié sur son lit. On a allumé son gaz à distance à l'aide d'un ordinateur. Le département cybercriminalité s'en mêle et tout semble accuser Lawrence Creff, un homme politique que les «Sans visages» - un groupe de hackers activistes - avaient attaqué en diffusant des images compromettantes. Or, Eric Shaw était membre de ce groupe. 

### Épisode 18:Prisonnier du passé
- Canada : 23 mars 2015 sur CTV
- États-Unis : 24 mars 2015 sur ABC
- Belgique : 30 mai 2015 sur La Deux
- France : 2 juin 2015 sur TF1

- États-Unis : 4,42 millions de téléspectateurs[45] (première diffusion)
- Canada : 1,645 million de téléspectateurs[46] (première diffusion + différé 7 jours)
- France : 4,41 millions de téléspectateurs[42] (première diffusion)

- Cuba Gooding Jr. (Isaac Monroe)
- Luke Robertson (Davey)
- Don McManus (George)
- Kate Rogal (Margo)

Le capitaine du Medford Maritime, spécialisé dans la chasse aux épaves, est retrouvé mort dans son bureau, le thorax transpercé par un harpon ancien. Les enquêteurs découvrent que son équipage et lui revenaient d'une campagne d'exploration sous-marine au cours de laquelle ils avaient trouvé un véritable trésor, soit plusieurs millions en pièces d'or.

### Épisode 19:Droit dans le mur
- Canada : 30 mars 2015 sur CTV
- États-Unis : 31 mars 2015 sur ABC
- Belgique : 6 juin 2015 sur La Deux
- France : 9 juin 2015 sur TF1

- États-Unis : 4,66 millions de téléspectateurs[47] (première diffusion)
- Canada : 1,525 million de téléspectateurs[48] (première diffusion + différé 7 jours)
- France : 6,35 millions de téléspectateurs[49] (première diffusion)

- Cuba Gooding Jr. (Isaac Monroe)
- David Krumholtz (1984 Abe)
- Frederick Weller (en) (Eddie Warsaw)
- Jordan Gelber (Carl Massey)
- Neal Huff (Rich Dornis)
- Kelly Aucoin (Frank Farrell)

Au cours d'une soirée dans un bar rock, où Jo est sortie avec son nouveau compagnon Isaac, un musicien déchaîné met au jour un corps momifié, en perçant une cloison à coups de guitare. Jo et Henry apprennent qu'il s'agit d'une jeune femme, Lucy Templeton, disparue depuis trente-deux ans. 

### Épisode 20:Sur quel pied danser
- Canada : 6 avril 2015 sur CTV
- États-Unis : 7 avril 2015 sur ABC
- Belgique : 6 juin 2015 sur La Deux
- France : 9 juin 2015 sur TF1

- États-Unis : 4,06 millions de téléspectateurs[50] (première diffusion)
- Canada : 1,696 million de téléspectateurs[51] (première diffusion + différé 7 jours)
- France : 5,75 millions de téléspectateurs[49] (première diffusion)

- Cuba Gooding Jr. (Isaac Monroe)
- Carmen Cabrera (Eva)
- Andhy Mendez (Luis)
- Irina Dvorovenko (Odessa)
- Michel Gill (Dmitry)
- Elizabeth Gray (Valerie)

Durant la représentation d'adieu à la scène de la danseuse étoile Odessa Kozlova mondialement connue, on retrouve en coulisses... un pied de danseuse coupé. Le reste du corps, en revanche, est introuvable. Il est vraisemblable que ce pied appartient à la seule danseuse qui manque à l'appel, Eva Selgas, qui devait prochainement être nommée étoile. 

### Épisode 21:De souvenirs et d'os
- Canada : 20 avril 2015 sur CTV
- États-Unis : 21 avril 2015 sur ABC
- Belgique : 6 juin 2015 sur La Deux
- France : 16 juin 2015 sur TF1

- États-Unis : 4,04 millions de téléspectateurs[52] (première diffusion)
- Canada : 1,506 million de téléspectateurs[53] (première diffusion + différé 7 jours)
- France : 6,47 millions de téléspectateurs[54] (première diffusion)

- Mackenzie Mauzy (Abigail Morgan)
- Janet Zarish (older Abigail)
- Boris McGiver (Vance)
- Tim Guinee (Teddy Graves)

Abe et Henry cherchent à retrouver la trace d'Abigail qui les a quittés trente ans auparavant. Ils se rendent à sa dernière adresse, une petite maison isolée, en pleine campagne. Ils rencontrent la propriétaire qui se souvient d'Abigail, alias Sylvia Blake, et leur remet un carton des dernières affaires personnelles de son ancienne locataire, disparue brusquement en 1985.

### Épisode 22:Et la vie continue...
- Canada : 4 mai 2015 sur CTV
- États-Unis : 5 mai 2015 sur ABC[55]
- Belgique : 6 juin 2015 sur La Deux
- France : 16 juin 2015 sur TF1

- États-Unis : 4,13 millions de téléspectateurs[56] (première diffusion)
- Canada : 1,647 million de téléspectateurs[57] (première diffusion + différé 7 jours)
- France : 5,83 millions de téléspectateurs[54] (première diffusion)

- John Noble (Aubrey Griffin)
- Mackenzie Mauzy (Abigail Morgan)
- Mike Houston (Ken)
- Angel Desai (Diane Clark)

Le dangereux jeu du chat et de la souris auquel s'adonnent Henry et Adam va bientôt prendre fin et leur affrontement semble imminent. 